# Mohur népalais

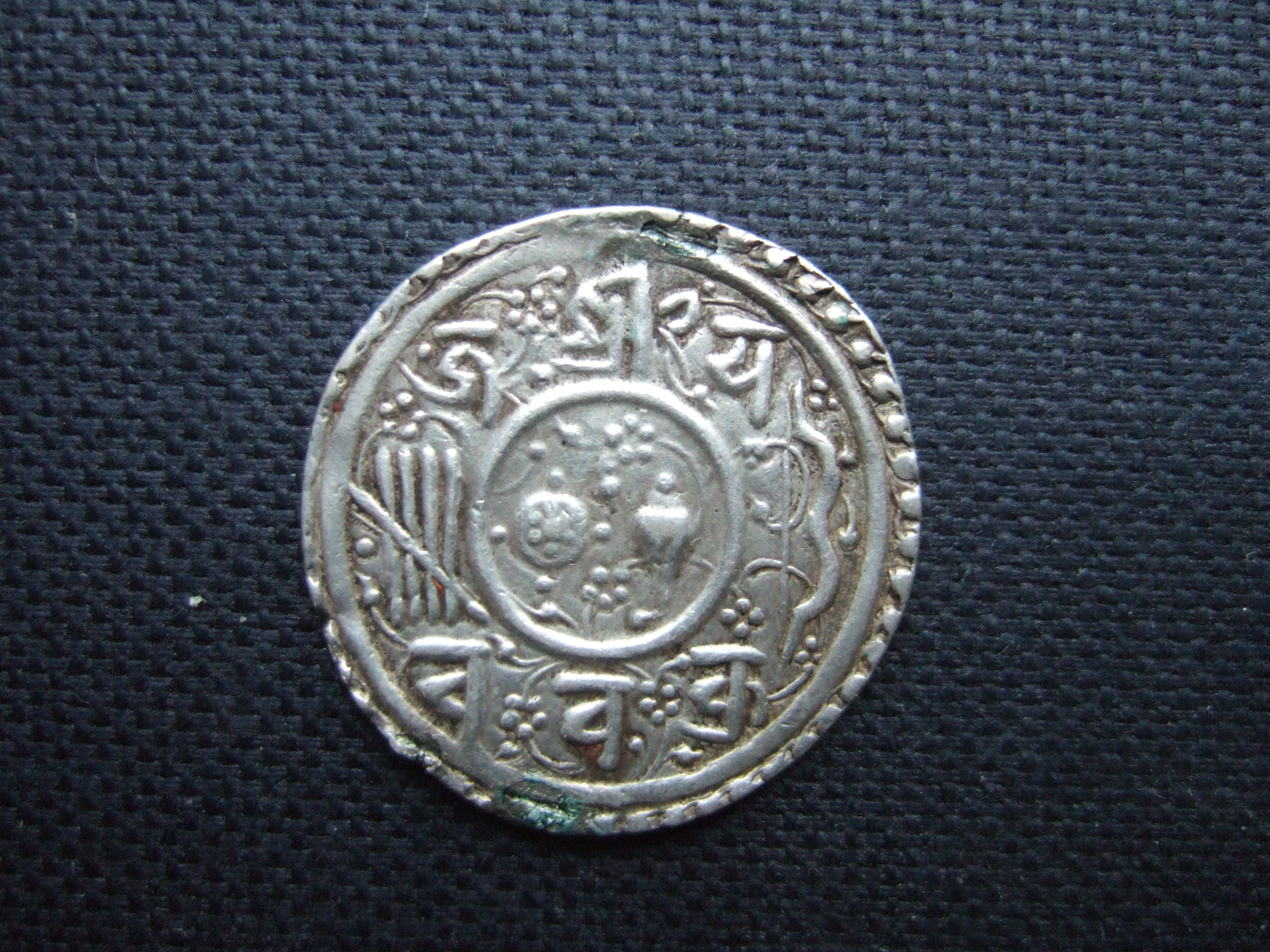
Mohur d'argent frappé en 1669 (789 dans le calendrier Nepal Sambat) sous le règne du roi Chakravartendra Malla de Katmandou.

Le mohur est l'ancienne unité monétaire du royaume du Népal du milieu du XVIIe siècle à 1932. Il a été remplacé par la roupie népalaise au taux de 2 mohurs pour une roupie.
Le mohur (mhendramalli) dont le nom dérive du mohur moghol, est une pièce en argent pesant 5,4 g qui a succédé au tanka, pièce d'argent de 10 g, inspirée des frappes du sultanat de Delhi. 
Il est subdivisé en 32 paise et 128 dams. 
Sous le règne de Girvan Yuddha (1799-1816), sont frappées des pièces en cuivre de 1 et 2 dams et de 2 paise ; en argent pour des valeurs de 1 dam, 1⁄32, 1⁄16, ⅛, ¼, ½, ¾, 1, 1½ et 3 mohurs. 
Les mohur frappés en or sont très rares. Des valeurs pour 1 dam, 1/32, 1/16, ⅛, ¼, ½, 1, 1½ et 2 mohurs existent en or. 
Le roi Surendra introduit en 1866 une nouvelle série de pièces en cuivre pour des valeurs en dam et en paise.
En 1903, le roi Prithvi décide de fixer le poids d'argent du mohur par rapport aux petites monnaies de cuivre.